# Eleonora Dalprà
Eleonora Dalprà (Cavalese, 17 ottobre 1989) è un'ex hockeista su ghiaccio italiana, di ruolo attaccante.

## Biografia
Cresciuta nel settore giovanile dell'Hockey Club Cornacci di Tesero, ha esordito nel massimo campionato italiano di hockey su ghiaccio femminile ed in EWHL nel 2004, con l'Hockey Club Agordo. Nel novembre 2009, a causa di una epidemia di influenza l'Agordo si ritrovò senza portieri di ruolo disponibili, e fu costretto a schierare la Dalprà tra i pali.
Col club agordino rimase fino al 2010, quando si trasferì nel campionato tedesco con il SC Garmisch-Partenkirchen, dove ha giocato per tre stagioni prima di fare ritorno in Italia.
Dal 2013 al 2018 ha giocato con l'EV Bozen Eagles, per poi fare ritorno ad una squadra veneta, l'Alleghe Hockey Girls. Dopo aver vinto lo scudetto 2018-2019 la squadra venne sciolta, e la Dalprà passò al Valdifiemme.
Dal 2007 al 2019 ha fatto stabilmente parte del giro della nazionale azzurra.

## Palmarès
- Campionato italiano femminile: 9

Agordo: 2006-2007, 2007-2008, 2008-2009
EV Bozen: 2013-2014, 2014-2015, 2015-2016, 2016-2017, 2017-2018
Alleghe Girls: 2018-2019
- EWHL: 2

EV Bozen: 2013-2014, 2016-2017